# 中共闽北临时特委旧址
中共闽北临时特委旧址，位于中国福建省建瓯市五通巷序五里7号，为一个省级文物保护单位，类型为革命遗址及革命纪念建筑物，为第三批福建省文物保护单位，公布时间为1991年4月17日。
中共闽北临时特委旧址的历史年代为1927年。